# Nikolai Krestinski
Nikolai Krestinski (em russo: Николай Николаевич Крестинский) (13 de outubro de 1883 - 15 de março de 1938) foi um revolucionário bolchevique e um político soviético.

## Primeiros anos
Krestinski nasceu na vila de Mogilev, atual Bielorrússia em 1883. Em 1903 aderiu à corrente bolchevique e, após a Revolução de Fevereiro, que fez sumir a monarquia russa, foi um dos membros do primeiro Orgburo (desde 16 de janeiro de 1919) e do primeiro Politburo (desde 25 de março de 1919). Foi também membro do Comité Central do PCUS desde o 29 de novembro de 1919 e entre agosto de 1918 e outubro de 1922 ocupou o cargo de Comissário do Narkomfin

## Queda do poder
Entre o fim de 1920 e o início de 1921, após a vitória bolchevique na Guerra Civil Russa, Krestinski apoiou a fação de Lev Trotski na forte disputa pela direção do país. Porém, com a vitória da Lenin no X Congresso do Partido em março de 1921, Krestinski abandonou os seus cargos no Orgburo, no Politburo e no Secretariado do Comité Central do PCUS e foi designado embaixador em Alemanha, ocupando assim um cargo de alta responsabilidade devido às delicadas relações diplomáticas entre a Rússia soviética e Alemanha, mas não tão importante como os anteriores cargos. Desde o seu novo papel, Krestinski continuou a apoiar Trotski e a Oposição de Esquerda até os inícios de 1927, quando começou a distanciar-se de Trotski - processo que terminou em abril de 1928.

## O julgamento
Krestinski continuou a trabalhar como diplomata até 1937, quando foi arrestado durante o processo do Grande Expurgo. Foi um dos vinte e um cargos julgados no processo conhecido como Julgamento dos Vinte e Um, sendo o único que negou ser culpável pelos crimes de que o acusavam (ainda quando mudou a sua declaração no dia seguinte). Existe polémica sobre se a mudança da sua declaração se deveu a algum tipo de coerção física ou de outro tipo. Krestinski foi finalmente sentenciado a morte e executado em março de 1938. Após a sua morte, foi parcialmente exonerado durante o processo de desestalinização levado a termo por Nikita Khrushchev e, depois, totalmente exonerado de todos os cargos durante a perestroika.
| Precedido por: {{{antes}}} | Narkomfin 16 de agosto de 1918 – Outubro de 1922 | Sucedido por: {{{depois}}} |

## Outros artigos
- Narkomfin
- Julgamento dos Vinte e Um
- Grande Expurgo
- PCUS